# Zunzagi
Zunzagi (en georgiano: ზუნდაგი) es una aldea de Georgia ubicada en el suroeste de la República Autónoma de Ayaria, siendo parte del municipio de Keda. 

## Geografía
Zunzagi está en el margen derecha del río Ayaristskali en la cordillera de Mesjetia, a 16 km de Keda.

## Demografía
La evolución demográfica de Zunzagi entre 2002 y 2014 fue la siguiente:
| 345                                             | 299 |
| (Fuente: Population of Georgia in Soviet times) |     |

Según el último censo del año 2014, el pueblo tenía una población de 299 habitantes, siendo todos georgianos.

## Infraestructura

### Arquitectura, monumentos y lugares de interés
Aquí se encuentra la mezquita de Zunzagi, una mezquita de madera y monumento de importancia nacional construido por el maestro Kabaz Ahmed en 1860 y decorada con adornos.